# Вотяк (канонерская лодка)
Канонерская лодка (канлодка) «Вотяк» (15 мая 1927 года переименована в «Пролетарий») — речная канонерская лодка российского, а впоследствии советского Военно-морского флота, служившая в Амурской военной флотилии.
Канонерская лодка «Пролетарий» одна из четырёх кораблей Амурской флотилии, наряду с мониторами «Сун-Ят-Сен» и «Свердлов» и канонерской лодкой «Красная звезда» (из восьми мониторов и тринадцати канонерских лодок Амурской флотилии), удостоенных гвардейского звания за отличие в боях в манчжурской операции 1945 года во время Советско-японской войны в 1945 году и одна из десяти судов Амурской флотилии (4 монитора, 4 канонерские лодки [2 типа «Вогул» и 2 типа «Бурят»] и 2 бронекатера типа «Штык»), участвовавших в боях в Cунгарийской наступательной операции 12 октября и 30 октября — 3 ноября во время конфликта на КВЖД в 1929 году и, также, в Сунгарийской операции — части Манчжурской операции 1945 года во время советско-японской войны в 1945 году.

## История
В 1901 году наместник на Дальнем Востоке поставил вопрос о постройке для Амура нескольких канонерских лодок (канлодок) разных типов. По его ходатайству заложены 4 мореходных канлодки типа «Гиляк» для защиты устья Амура и 10 канлодок с малой осадкой для Амура и его притоков — 3 типа «Бурят» («Бурят», «Монгол» и «Орочанин») и 7 типа «Вогул» («Вогул», «Вотяк», «Калмык», «Киргиз», «Корел», «Сибиряк», «Зырянин»).
Исходя из опыта русско-японской войны, в августе 1905 года Морское министерство выдвинуло требования об усилении бронирования и артиллерийского вооружения строившихся канлодок.
Канлодки типа «Вогул» первоначально строили как канлодки тип «Бурят». По итогам испытаний опытной канлодки № 11 решено усилить огневую мощь серийных канлодок и сделать противоосколочное бронирование погребов боекомплекта и машинно-котельного отделения. Реконструкцию делали в селе Кокуй Забайкальской области.
По секциям «Вогул», как и другие канлодки для Амурской флотилии, перевезена в село Кокуй на реке Шилка и весной 1907 года спущена на воду. Достройка всех семи канлодок практически завершилась к марту 1908 года, но из-за отсутствия орудий ввод в строй задержан. Официально канлодки зачислены в действующий флот по приказу Морского министерства от 24 сентября 1909 года, после того, как установили и испытали 120-мм орудия. Они были одними из самых мощных и совершенных речных канонерских лодок в мире.

## Характеристики
Вооружение: 2 120-мм пушки Канэ с длиной ствола 45 калибров (дальность стрельбы — 70 кабельтов (12,95 км); скорострельность — 9 выстрелов в минуту; боекомплект по 150 выстрелов на орудие), 1 122-мм гаубица образца 1904 года (боекомплект — 200 выстрелов), 4 7,62 мм пулемета
Прожектор диаметром 60 см. Радиотелеграфная станция Teлефункен мощностью 1,5 кВт.

## Служба
6 декабря 1917 года канлодка вошла в состав советской Амурской флотилии, но 7 августа 1918 года в Хабаровске захвачена японскими интервентами и включена в их военную флотилию на Амуре, а в мае 1920 года уведена на Сахалин. 1 мая 1925 года канлодка возвращена Японией СССР, 16 октября 1925 года включена в Амурскую военную флотилию Морских сил Дальнего Востока РСФСР, 15 февраля 1927 года восстановлена и вновь введена в строй. 15 мая 1927 года канлодка «Вотяк» переименована в «Пролетарий».
Во время конфликта на КВЖД в октябре 1929 года канлодка «Пролетарий» под командой П. А. Сюбаева, вместе с однотипными канлодками «Беднота» (бывшая «Вогул») и «Красное знамя» («Сибиряк»), четырьмя мониторами типа «Шквал», тремя бронекатерами и тральщиками, участвовала в боевых действиях Амурской флотилии по разгрому белокитайцев 12 октября под Лахасусу (Тунцзян) и, 30 октября под Фугдином, за что многие из экипажа награждены орденом Красного Знамени.
К августу 1945 году канлодка «Пролетарий» имела: водоизмещение 244 т; длину 52,73 м; ширину 8,23 м; осадку 1,22 м; две паровые машины общей мощностью 550 л. с., скорость 8,1 (7 экономической скоростью) узлов, дальность плавания 788 миль экономической скоростью; вооружение две 100-мм пушки Б-24БМ, три 37-мм автоматические зенитные пушки 70-К, два 12,7-мм ДШК и один 7,62-мм пулемёт Максима, экипаж 81 человек.
9 августа 1945 года «Пролетарий» встретила в 3-й бригаде речных кораблей Амурской флотилии в районе сосредоточения в Нижнеспасском, где принимала десант. Командир корабля — старший лейтенант И. А. Сорнев.
«Пролетарий» участвовала в Маньчжурской наступательной операции 9 августа — 2 сентября 1945 года. В составе бригады канлодка обеспечивала продвижение частей 2-го Дальневосточного фронта в районе среднего течения Амура. Особо смело и решительно экипаж канлодки «Пролетарий» действовал 9 августа при высадке десанта в Фуюань. Прорвавшись сквозь артиллерийский огонь противника, канлодка ошвартовалась к берегу и высадила 274 десантника с артиллерийскими и противотанковыми средствами, одновременно обрушив всю мощь артиллерии на огневые точки японцев. В последующие дни она активно участвовала во взятии укрепленных пунктов японцев Циндели, Эту и Гайцзы. В дальнейшем перевозила войска через Амур и Сунгари.
30 августа «Пролетарий» удостоен гвардейского звания. Указом Президиума Верховного Совета СССР от 14 сентября 1945 года его командиру старшему лейтенанту И. А. Сорневу присвоено звание Героя Советского Союза.
25 мая 1949 года канонерская лодка «Пролетарий» разоружена и исключена из списков кораблей Военно-Морского Флота СССР.

## Сноска
1. ↑  Вотяки — устаревшее русское название Удмуртов